# Fox Plaza (Сан-Франциско)
Fox Plaza — 29-этажное здание, расположенное по адресу 1390 Market Street в районе Сивик Сентер в Сан-Франциско. Построенная в 1966 году, башня возвышается на 354 фута (108 м) на месте бывшего исторического Театра Фокса, открытого в июне 1929 года и снесённого в 1963 году.
Первые двенадцать этажей здания занимают офисные помещения. В отличие от многих зданий, в Fox Plaza есть 13-й этаж, на самом деле обозначенный как «13», хотя этот этаж является служебным и не сдаётся в аренду. На 14-м этаже есть прачечная и апартаменты, а с 15-го по 29-й этажи сдаются исключительно в аренду. На первом этаже находится спортивный зал для жителей.
Есть угловой малоэтажный торговый компонент, в котором работают тренажерный зал виртуальной реальности, офисы, Starbucks и почтовое отделение. Ранее на этом месте располагался кредитный союз. Нынешние владельцы комплекса находятся на ранней стадии планирования и выдачи разрешений на снос малоэтажного торгового центра и постройке на его месте 37-метрового здания, содержащего кондоминиумы.